# Cervi (cognome)
Cervi è un cognome di lingua italiana.

## Varianti
Cerbi, Cerbini, Cerbo, Cerbone, Cerboni, Cerva, Cervetti, Cervetto, Cervini, Cervo, Ciervo, De Cervis.

## Origine e diffusione
Cognome tipicamente panitaliano, è presente prevalentemente in Italia centro-settentrionale.
Potrebbe derivare dal nome del cervo, animale, ad indicare alcune qualità o un legame con caccia e pastorizia; dal sanscrito ker, "testa", e dal greco kéros, "corno".
La variante Cervo è centro-meridionale; Ciervo è napoletano; Cerbo è calabrese; Cervetto è ligure.

## Persone
- Giovanni Cervi  (1903-1943) – partigiano italiano
- Giuseppe Cervi  (1663-1748) – medico italiano
- Mario Cervi  (1921) – giornalista e scrittore italiano